# Embaixada da Finlândia em Brasília
A Embaixada da Finlândia em Brasília (em finlandês, Suomi ulkomailla) é a principal representação diplomática finlandesa no Brasil. A atual embaixadora é Johanna Karanko, que assumiu em 1º de setembro de 2022.
Está localizada na Avenida das Nações, na quadra SES 807, Lote 27, no Setor de Embaixadas Sul, na Asa Sul, sendo vizinha das outras três embaixadas escandinavas. Além da embaixada, a Finlândia mantém um consulado em São Paulo e nove consulados honorários em Fortaleza, Rio de Janeiro, Belo Horizonte, Recife, Belém, Curitiba, Manaus, Porto Alegre e Salvador.

## História
O Brasil recebeu uma pequena imigração finlandesa no início do século XX, principalmente no estado do Rio de Janeiro. As relações diplomáticas entre Brasil e Finlândia começam após a independência do país em 1919. A Embaixada do Brasil em Helsinque foi aberta em 1938.
Assim como outros países, a Finlândia recebeu de graça um terreno no Setor de Embaixadas Sul na época da construção de Brasília, medida que visava a instalação mais rápida das representações estrangeiras na nova capital. A embaixada finlandesa foi concluída em 1974, projetada por Jonas Cedercreutz. Um mural do famoso arquiteto finlandês Alvar Aalto fica na embaixada.

## Serviços
A embaixada realiza os serviços protocolares das representações estrangeiras, como o auxílio aos noruegueses que moram no Brasil e aos visitantes vindos da Finlândia e também para os brasileiros que desejam visitar ou se mudar para o país escandinavo. Aproximadamente 1500 brasileiros vivem na Noruega e de 1000 a 1500 finlandeses vivem no Brasil.
A embaixada mantém em Brasília uma equipe com seis diplomatas e doze outros funcionários. Além da embaixada, a Finlândia conta com mais um consulado em São Paulo e outros nove consulados honorários Rio de Janeiro, Belo Horizonte, Fortaleza, Recife, Belém, Curitiba, Manaus, Porto Alegre e Salvador.
Outras ações que passam pela embaixada são as relações diplomáticas com o governo brasileiro nas áreas política, econômica, cultural e científica. O Brasil e a Finlândia mantém parceiras nas áreas de ciência, tecnologia e inovação. A cooperação acadêmica tem crescido nos últimos anos e o Brasil é o parceiro comercial da Finlândia na América Latina.